# باسكوالي موارينو
باسكوالي موارينو (بالإيطالية: Pasquale Maiorino)‏ (21 يونيو 1989 بتارانتو في إيطاليا - ) هو لاعب كرة قدم إيطالي في مركز الهجوم. لعب مع نادي فيتشينزا ونادي كريمونيسي ونادي لو تشو دي فوندز ونادي ليكو ونادي مودينا وManfredonia Calcio ‏ وسورينتو كالتشيو ‏ وBrindisi FC ‏ ونادي تارانتو 1927 وA.S.D. Francavilla Calcio ‏ وسسارة توريس ‏.

## روابط خارجية
- باسكوالي موارينو على موقع قاعدة بيانات كرة القدم.إي يو (الإنجليزية)
- باسكوالي موارينو على موقع Soccerway.com (الإنجليزية)
- باسكوالي موارينو على موقع عالم كرة القدم.نت (الإنجليزية)